# Jair Santos
Jair Santos (né le 16 avril 1985) est un coureur cycliste brésilien.

## Palmarès
- 2007
  - 2e étape du Tour du Paraná
  - 3e de la Volta Ciclistica Internacional de Santa Catarina

- 2008
  - 8e étape du Tour de l'État de Sao Paulo
  - 3e du Tour de l'État de Sao Paulo
  - 3e du Tour du Paraná

- 2010
  - 3e étape du Tour de Gravataí